# P-Model
P-Model war eine japanische Band, die 1979 von dem Leadsänger Susumu Hirasawa (平沢 進, Hirasawa Susumu) gegründet wurde. Im Laufe der Zeit wechselten die Mitglieder häufig, während Susumu dauerhaft der führende Kopf der Formierung blieb. Die hauptsächlich Titel im Stile von Progressive Rock hervorbringende Band wurde offiziell im Jahr 1999, 20 Jahre nach ihrer Gründung, aufgelöst. Danach veröffentlichten die ehemaligen Mitglieder noch zahlreiche Solo-Alben und kooperierten bei verschiedenen Projekten miteinander.

## Geschichte
Die Band P-Model wurde von dem ehemaligen Mandrake (マンドレイク) Mitglied Susumu Hirasawa gegründet. Zu den Mitgliedern zählten Yasumi Tanaka, Sadatoshi Tainaka und Akiyama Katsuhiko. Ihr Debüt gaben sie 1979 in der Shimokitazawa Loft (下北沢ロフト). Im August des gleichen Jahres veröffentlichten sie mit In a Model Room ihr erstes Album. Als Teil ihrer Instrumente verwendeten sie anfänglich Drum-Computer (リズムボックス, engl. Rhythmbox) und Synthesizer, die sie benutzten, um radikale Klänge zu erzeugen. Sie trieben dabei, wie die Gruppierungen Hikashu (ヒカシュー) und Plastic (プラスチックス), die Entwicklung des Synthiepop und New Wave in Japan voran.
Seit der Veröffentlichung des dritten Albums Potpourri im Jahr 1981 änderte sich ihr teils schriller Klang. Er bekam mehr Raum und Tiefe und entwickelte zunehmend einen eigenen Stil. So verwendeten sie auch während der Liveauftritte ein von Kassette laufendes „Hevunaiza“ (ヘヴナイザー), verarbeitetes weißes Rauschen, Schlagzeug, MIDI-Gitarre und bedienten sich immer mehr fertiger, zuvor aufgenommener Samples. Während dieser Zeit veröffentlichten sie mehrere weitere Alben, bevor sie im Dezember 1988 plötzlich und vorübergehend ihr Vorhaben auf Eis legten.
Im Jahr 1991 setzt Susumu seine zwischenzeitlichen Soloaktivitäten aus und die Band setze in neuer Formation und geänderten Musikstil ihre Erfolgsgeschichte fort. So veröffentlichte sie 1992 das Album P-MODEL, das verstärkten Gebrauch von Sequenzern und Dance-Rhythmen machte. Zusammen mit dem 1993 folgenden Album Big Body soll sich ein Stil entwickelt haben, der als die für Susumu Hirasawa typische Musik gilt. Der Stil bediente sich sowohl Elementen des Techno als auch Klängen und Melodien die von seinem Aufenthalt in Thailand beeinflusst sein sollen. Trotz des großen Erfolgs und sich im Zentrum einer neuen Musikbewegung stehend, die viele Nachahmer fand, löste sich die Band gegen Ende 1999 auf.
Auch nach der offiziellen Auflösung wurde der Musikstil der Band durch verschiedene andere Gruppierungen fortgeführt. Dazu gehören Pevo, Phnonpenh Model und natürlich auch die als Solokünstler entstanden Werke von Bandgründer Susumu Hirasawa und dem Namen Kaku P-Model.

### Mitglieder
Im Laufe der Zeit hatte die Band viele verschiedene Mitglieder, deren Spitze jeweils durch Susumu Hirasawa (Gitarre und Gesang) gestellt wurde. Über die Jahre hinweg bestand die Band immer aus exakt vier Musikern die ausnahmslos männlich waren. Im Folgenden sind weitere ehemalige Mitglieder aufgelistet, die die Formation noch vor der Auflösung verließen:
| Zeiten                         | 2. Bandmitglied                                     | 3. Bandmitglied                             | 4. Bandmitglied                           |
| ------------------------------ | --------------------------------------------------- | ------------------------------------------- | ----------------------------------------- |
| Januar 1979 – November 1980    | Katsuhiko Akiyama (秋山 勝彦, Bass und Gesang)      | Sadatoshi Tainaka (田井中 貞利, Schlagzeug) | Yasumi Tanaka (田中 靖美, Keyboard)       |
| November 1980 – März 1983      | Tetsuya Kikuchi (菊池 達也, Bass)                   | Sadatoshi Tainaka (田井中 貞利, Schlagzeug) | Yasumi Tanaka (田中 靖美, Keyboard)       |
| März 1983 – August 1984        | Tetsuya Kikuchi (菊池 達也, Bass)                   | Sadatoshi Tainaka (田井中 貞利, Schlagzeug) | Shun'ichi Miura (三浦 俊一, Keyboard)     |
| August 1984 – Dezember 1984    | Michihiko Yokokawa (横川 理彦, Bass)                | Sadatoshi Tainaka (田井中 貞利, Schlagzeug) | Shun'ichi Miura (三浦 俊一, Keyboard)     |
| Januar 1985 – Dezember 1985    | Michihiko Yokokawa (横川 理彦, Bass)                | Yasuhiro Araki (荒木 康弘, Schlagzeug)      | Shun'ichi Miura (三浦 俊一, Keyboard)     |
| Januar 1986 – März 1987        | Teruo Nakano (中野 照夫, Bass, Keyboard und Gesang) | Yasuhiro Araki (荒木 康弘, Schlagzeug)      | Yoshikazu Takahashi (高橋 芳一, System)   |
| März 1987 – September 1987     | Teruo Nakano (中野 照夫, Bass, Keyboard und Gesang) | Sadatoshi Tainaka (田井中 貞利, Schlagzeug) | Yoshikazu Takahashi (高橋 芳一, System)   |
| September 1987 – Dezember 1988 | Teruo Nakano (中野 照夫, Bass, Keyboard und Gesang) | Sadatoshi Tainaka (田井中 貞利, Schlagzeug) | Hikaru Kotobuki (ことぶき光, Keyboard)    |
| September 1991 – Oktober 1993  | Katsuhiko Akiyama (秋山 勝彦, Synthesizer)          | Yasuchika Fujii (藤井 ヤスチカ, Schlagzeug) | Hikaru Kotobuki (ことぶき光, Synthesizer) |
| Dezember 1994 – April 1997     | Hajime Fukuma (福間 創, System)                     | Kenshi Konishi (小西 健司, System)          | Wataru Kamiryō (上領 亘, Schlagzeug)      |
| Mai 1997 – Dezember 2000       | Hajime Fukuma (福間 創, System)                     | Kenshi Konishi (小西 健司, System)          | TAINACO-series a (Schlagzeug)             |

## Diskografie (Auswahl)
Viele der frühen Alben wurden später erneut auf CD veröffentlicht, weswegen die Jahresangaben oft variieren.
| - 1979: In a Model Room - 1980: Landsale - 1981: Potpourri - 1982: Perspective - 1982: Perspective II (Selbes Album wie Perspective mit zwei zusätzlichen Titeln) - 1983: Fu Kyoka Kyoku Shū (不許可曲集) - 1984: Another Game - 1984: Scuba - 1985: Karkador - 1986: One Pattern - 1992: P-MODEL - 1993: Big Body - 1994: Live no Hoho (LIVEの方法) - 1995: Corrective Errors remix of Fune (Corrective Errors remix of 舟) - 1995: Fune (舟) - 1995: Scuba Recycle - 1997: Denshi Higeki/~ENOLA (電子悲劇/~ENOLA) - 1999: Ongaku Sangyo Haikibutsu ~ P-Model Or Die (音楽産業廃棄物〜P-Model Or Die) - 2000: P-Plant CD Vol.1 | - 1979: Virtual Live 1 - 1980: Virtual Live 2 - 1981: Virtual Live 3 - 1994: Pause - 1979: Art Mania - 1979: Kameari Pop - 1980: Missile - 1981: Junglebed II - 1996: Rocket Shoot - 1997: Ashura Clock - 1997: Layer-Green - 1984: Fu-ru-he-he - 1986: Another Day - 1992: 2D or not 2D - 1997: Ashura Clock (Discommunicator) - 1999: Logic Airforce |